# Anna Korzeniak
Anna Korzeniak (* 16. Juni 1988 in Krakau) ist eine ehemalige polnische Tennisspielerin.

## Karriere
Anna Korzeniak, die am liebsten auf Sandplätzen spielte, begann im Alter von fünf Jahren mit dem Tennis. Auf dem ITF Women’s Circuit gewann sie zehn Einzeltitel.

## Turniersiege

### Einzel
| Nr. | Datum        | Turnier         | Kategorie   | Belag     | Finalgegnerin          | Ergebnis       |
| --- | ------------ | --------------- | ----------- | --------- | ---------------------- | -------------- |
| 1.  | Oktober 2005 | Rom             | ITF $10.000 | Sand      | Annalisa Bona          | 6:4, 6:2       |
| 2.  | Oktober 2005 | Castel Gandolfo | ITF $10.000 | Sand      | Giulia Gatto-Monticone | 6:3, 6:0       |
| 3.  | Februar 2006 | Buchen          | ITF $10.000 | Teppich   | Ana Veselinović        | 2:6, 7:5, 7:66 |
| 4.  | Januar 2007  | Grenoble        | ITF $10.000 | Hartplatz | Florence Haring        | 7:63, 6:4      |
| 5.  | Juni 2007    | Fontanafredda   | ITF $25.000 | Sand      | Anastasija Sevastova   | 7:5, 6:0       |
| 6.  | Oktober 2007 | Nantes          | ITF $25.000 | Hartplatz | Virginie Pichet        | 6:4, 6:0       |
| 7.  | März 2008    | Rom             | ITF $10.000 | Sand      | Liana Ungur            | 6:3, 6:3       |
| 8.  | Juli 2008    | Horb am Neckar  | ITF $10.000 | Sand      | Simona Dobrá           | 2:6, 6:3, 6:1  |
| 9.  | April 2009   | Foggia          | ITF $10.000 | Sand      | Kristina Mladenovic    | 6:3, 6:1       |
| 10. | Juni 2011    | Almere          | ITF $10.000 | Sand      | Hilda Melander         | 6:2, 7:5       |